# Sjoika
Sjoika (russisch Сёйка) ist ein Dorf (selo) in der Republik Altai (Russland) mit 1520 Einwohnern (Stand 14. Oktober 2010).

## Geographie
Der Ort liegt gut 50 km Luftlinie östlich der Republikhauptstadt Gorno-Altaisk im nördlichen Teil des russischen Altai. Es befindet sich am gleichnamigen Flüsschen Sjoika 8 km oberhalb ihrer Mündung in den linken Bija-Nebenfluss Sarakokscha.
Sjoika gehört zum Rajon Tschoiski und befindet sich knapp 20 km südöstlich von dessen Verwaltungssitz Tschoja. Es ist Sitz und einzige Ortschaft der Landgemeinde Sjoikinskoje selskoje posselenije.

## Geschichte
Das Dorf wurde 1907 gegründet. 1951 ging in der Nähe die Wessjoly-Goldmine in Betrieb. Infolge des Ausbaus des Bergwerkes und des Wachstums des Ortes erhielt dieser 1966 den Status einer Siedlung städtischen Typs. 1994 wurde er wieder in ein Dorf umgewandelt.

### Bevölkerungsentwicklung
| Jahr | Einwohner |
| ---- | --------- |
| 1970 | 1765      |
| 1979 | 1670      |
| 1989 | 2002      |
| 2010 | 1520      |

Anmerkung: Volkszählungsdaten

## Verkehr
Sjoika liegt an der Straße, die im Rajonzentrum Tschoja von der Straße Maima – Gorno-Altaisk – Turotschak/Telezker See abzweigt und von Sjoika weiter in südöstlicher Richtung zu den Dörfern Ynyrga und Karakokscha an der Sarakokscha und Uimen an deren rechtem Nebenfluss Uimen führt.